# Аль-Салам (футбольный клуб, Вау)
«Аль-Салам» — южносуданский футбольный клуб из города Вау. Двукратный чемпион Южного Судана 2012 и 2017 годов, двукратный обладатель Кубка Южного Судана 2016 и 2017 годов.

## История
Клуб был основан в Судане в 1968 году.
В 2012 году стал первым чемпионом независимого Южного Судана, выиграв турнир в Вау, в котором участвовали семь чемпионов провинций страны.
В том же году участвовал в международном клубном турнире Kagame Interclub Cup, где стал последним в группе, проиграв руандийской АПР (0:7), танзанийским «Янг Африканс» (1:7) и бурундийскому «Атлетико Олимпик» (0:5).
В 2017 году во второй раз стал чемпионом Южного Судана. Он выиграл турнир в группе «Б», набрав 10 очков в 4 матчах, а затем в финале победил «Катор» из Джубы — 2:1.
Дважды выигрывал Кубок Южного Судана. В 2016 году победил в финале «Янг Старз» из Торита — 3:0, в 2017 году выиграл у «Аль-Хиляля» из Джубы — 2:2, пен. 5:4. В 2012 году «Аль-Салам» также играл в финале Кубка, но уступил «Аль-Малакии» из Джубы — 0:2.
В 2017 году в качестве обладателя Кубка Южного Судана участвовал во втором по уровню африканском клубном турнире — Кубке Конфедерации КАФ. Выбыл уже на предварительном этапе, проиграл руандийскому «Район Спорт» — 0:4, 0:2.

## Достижения
- Чемпион Южного Судана (2): 2012, 2017.
- Обладатель Кубка Южного Судана (2): 2016, 2017.

## Стадион
Проводит домашние матчи на городском стадионе в Вау вместимостью 5000 человек.